# کریستیان باخ
آدلا کریستیان باخ بوتینو (اسپانیایی: Adela Christian Bach Bottino‎؛ زادهٔ ۹ مهٔ ۱۹۵۹ – درگذشته ۲۶ فوریه ۲۰۱۹) هنرپیشه، تهیه‌کننده تله‌نوولا اهل آرژانتین بود.  از فیلم‌هایی که وی در آن نقش داشته‌است، می‌توان به دغل‌باز (۲۰۱۴)، کولورینا (۱۹۸۰) اشاره کرد.